# ブレーメンの音楽隊

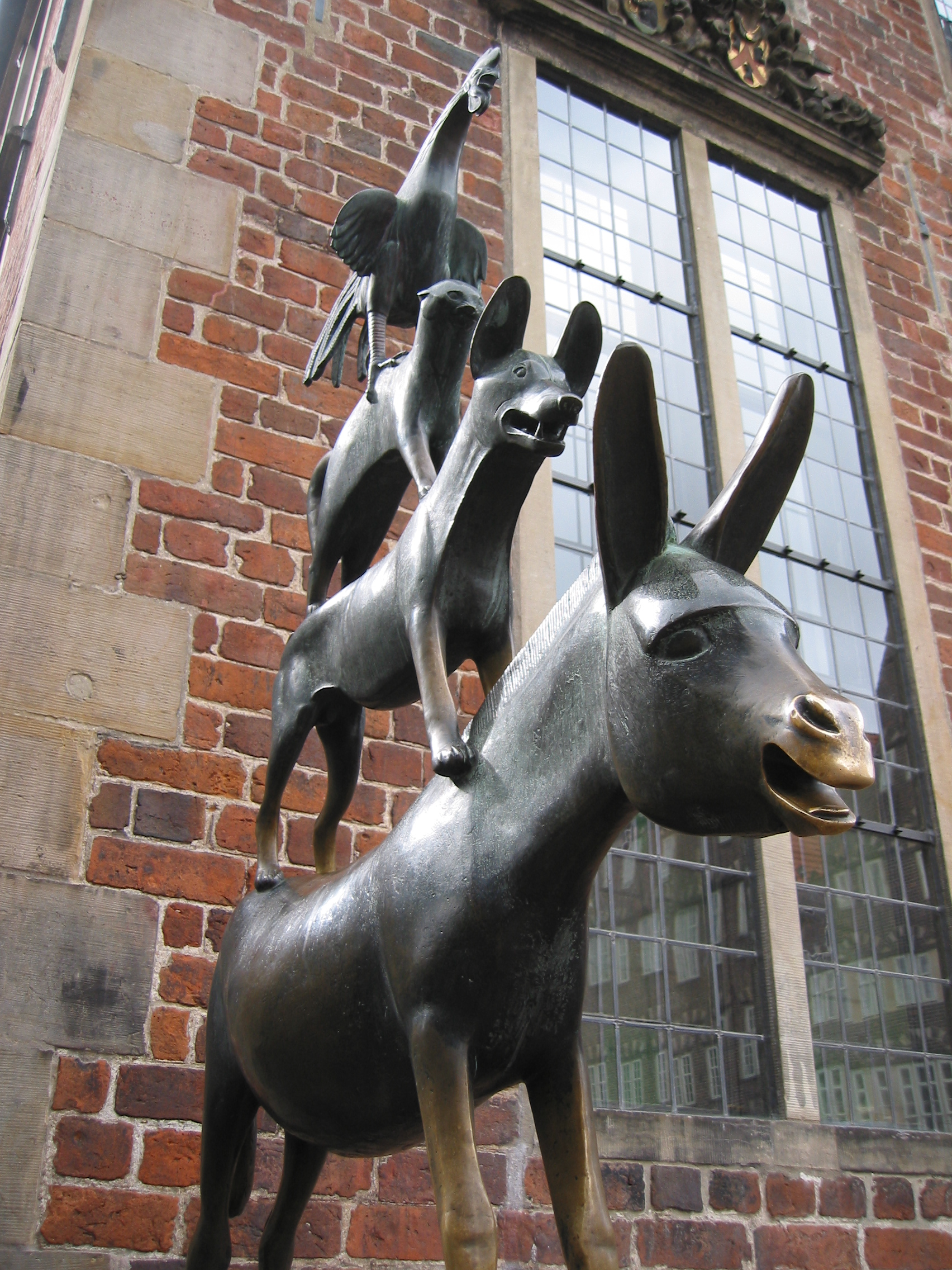
ブレーメン市庁舎横の音楽隊の像。下からロバ、イヌ、ネコ、ニワトリ

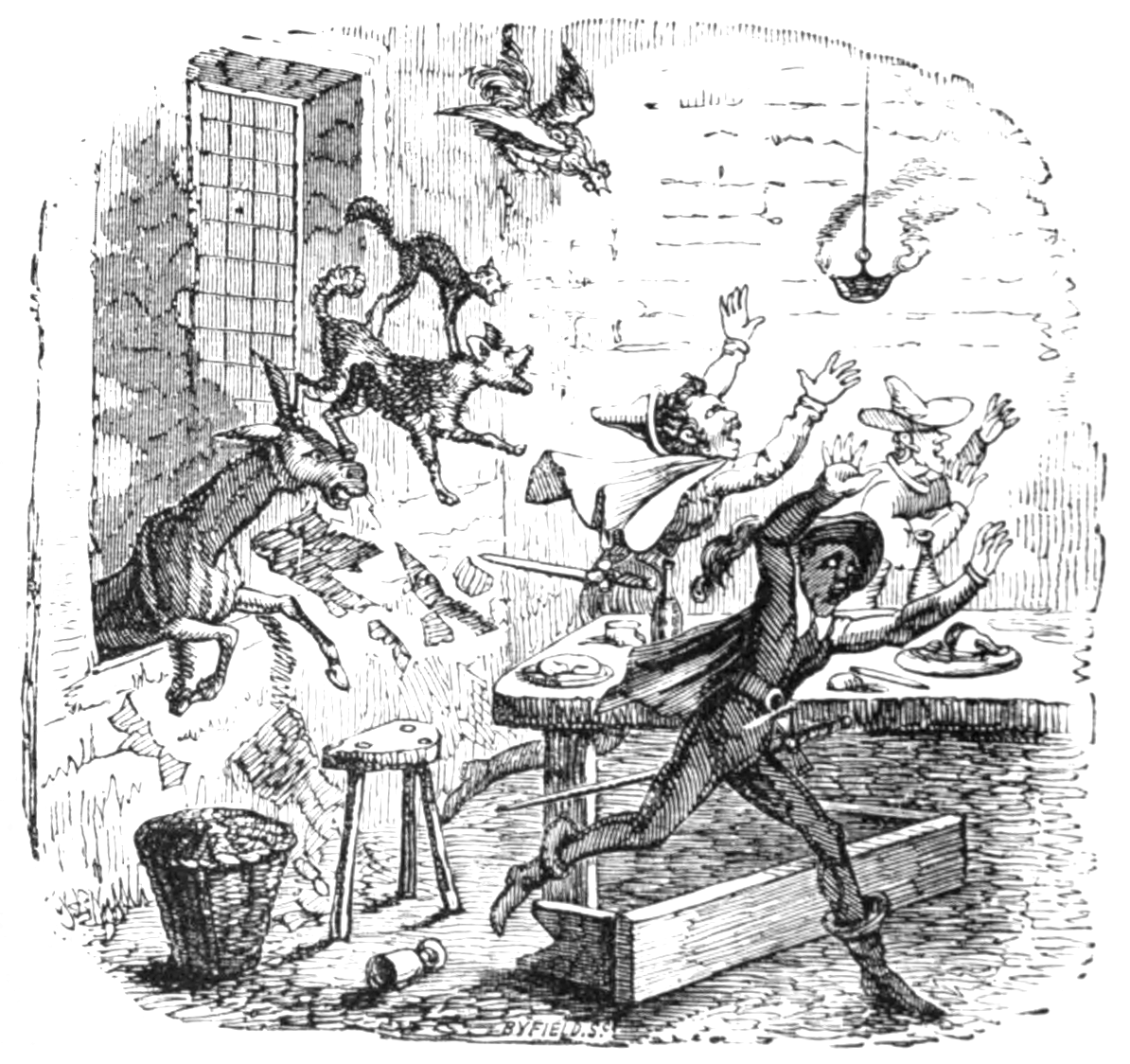
ジョージ・クルックシャンクによる挿絵、エングレービング、1823年

ブレーメンの音楽隊（ブレーメンのおんがくたい、ドイツ語: Die Bremer Stadtmusikanten）はグリム童話の物語の一編である。人間に捨てられ、あるいは食料にされようとした動物たちが一致協力して自分たちの新生活を切り開いていく話になっている。

## あらすじ
かつて働き者だったロバは年を取ってしまい、仕事が出来なくなってしまったので、飼い主から虐待されるようになった。これはかなわんと脱走し、ブレーメンに行って音楽隊に入ろうと考える。その旅の途中で同じような境遇のイヌとネコ、さらには食用のために屠殺される予定だったニワトリに出会い、彼らは仲間になって共にブレーメンへと足を進めた。
ブレーメンへの道のりは遠く、日も暮れてしまったので動物たちは森の中で休憩をする事にした。すると、明かりが灯る家に気づいたので、その家に近づいてみると、中では泥棒たちがごちそうを食べながら金貨を分けている。ごちそうを食べたい動物たちは、泥棒を追い出すために一計を案じた。窓の所でロバの上にイヌが乗り、イヌの上にネコが乗り、ネコの上にニワトリが乗り、一斉に大声で鳴いたのである。泥棒たちはその声に驚き、窓に映った動物たちの影を見て、化け物が出たと叫んで逃げ出して行った。動物たちは家の中に入ってごちそうをたらふく食べる事ができ、腹一杯になると明かりを消して眠りについた。
一方、遠くから家の様子を見ていた泥棒たちは、明かりが消えたのを見て家に戻ろうとした。そして一人が偵察のために真っ暗な家の中に恐る恐る踏み込む。動物たちは家に入ってくる泥棒に襲い掛かった。ネコは引っかき、イヌが噛みつき、ロバが蹴とばし、ニワトリはけたたましく鳴き叫ぶ。闇の中で散々な目にあって逃げ帰った泥棒は、本当に化け物に襲われたと思って仲間に報告したので、泥棒たちは恐ろしくなって逃げ出し、二度と戻って来ることはなかった。
動物たちはその家がすっかり気に入り、一緒に音楽を奏でながら仲良く暮らした。

## 備考

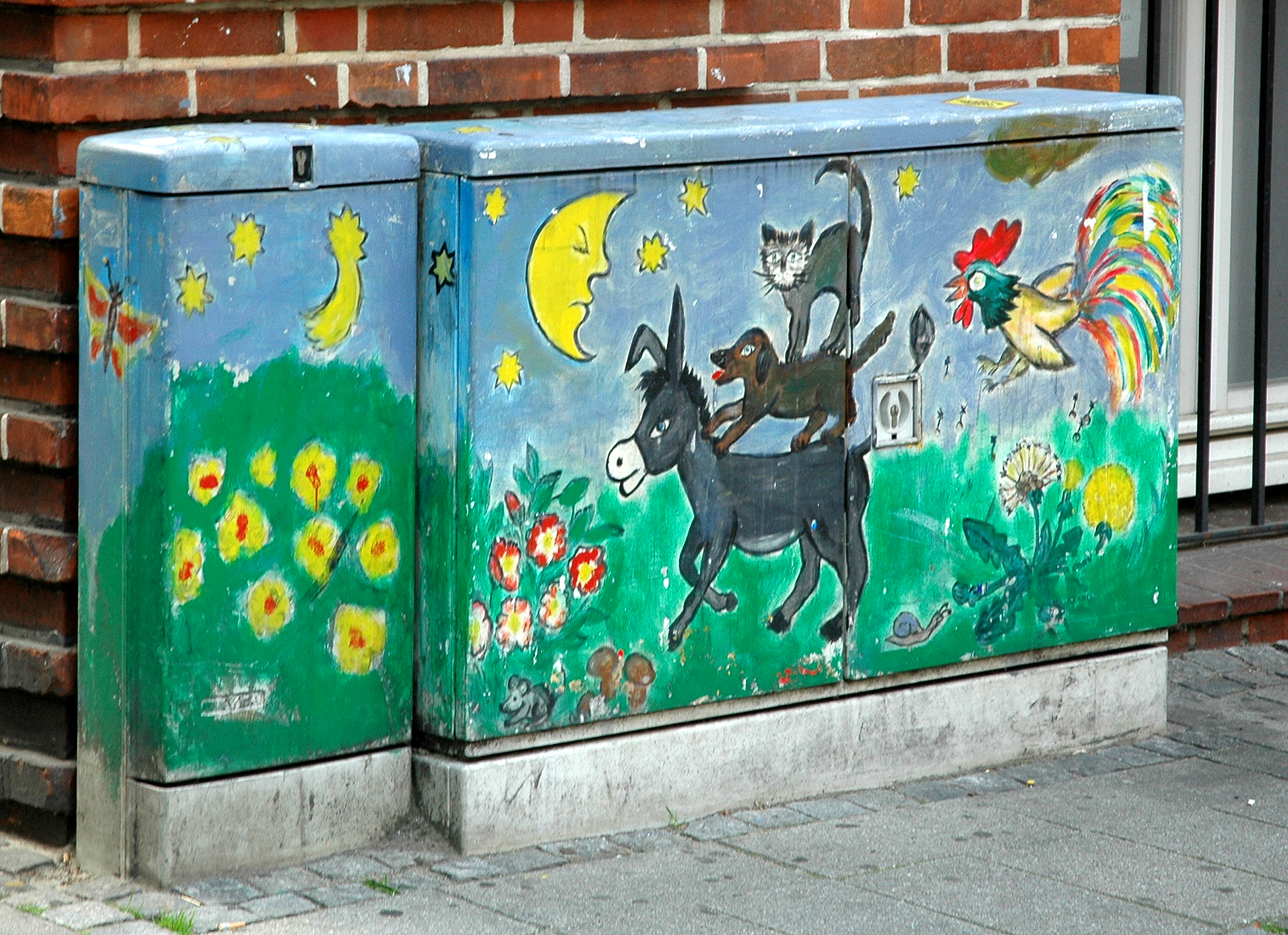
ブレーメンにある小学生によって描かれた絵。

ブレーメン旧市街の市庁舎横の左横には、音楽隊の2mほどの高さの銅像（ロバ、イヌ、ネコ、ニワトリ）が立てられ、自分たちの街に因む物語として広く受け入れられている（因む、というのは4匹がブレーメンに着く前に話が終わっているから）。この像はゲルハルト・マルクスにより、1953年に製作されたものである。これと似たものが、ブレーメンの姉妹都市であるリガ（ラトビア共和国）にも建てられている。世間では、この銅像のロバの前足を撫でながら願い事をすると願いが叶うと信じられており、多くの人が触れるため光り輝いている。この銅像は、同じ広場に面して立っているローラントの像と並んで、ブレーメンの町の象徴のようになっている。ブレーメンの電力会社であるswbのキャンペーンによる小学生の絵も存在する。